# Komicja kurialne
Komicja kurialne (łac. comitia curiata) – zgromadzenie kurii, które stanowiło najdawniejszą formę organizacji politycznej w starożytnym Rzymie. Składało się z 30 kurii – po 10 z każdej tradycyjnej tribus: Tities, Ramnes i Luceres. Nie miały one władzy ustawodawczej (jak np. komicja trybusowe) ani prawa obierania urzędników państwowych. Ich kompetencje ograniczały się do spraw czysto formalnych, takich jak np. zatwierdzanie wybranych przez komicja centurialne urzędników, nadając im imperium, czyli władzę wojskową i religijną. Przed zgromadzeniem kurialnym możliwe też było ogłoszenie testamentu, taka forma ustanowienia spadkobiercy nosiła nazwę testamentum calatis comitiis (dosłownie: „testament przed zgromadzeniem zwołanym”).
Zwoływał je zwykle konsul, pretor lub Pontifex Maximus dwa razy w roku: 24 marca i 24 maja.
Wraz z upadkiem ustroju rodowego straciły na znaczeniu.